# 1-й Андріївський провулок (Житомир)
 1-й Андріївський провулок  — провулок в Богунському районі Житомира.
Напрямковий топонім, назву бере від Андріївської вулиці, котра веде до колишнього села Андріївка (тепер — Сонячне).

## Розташування
Провулок знаходиться в місцині Крошня. З'єднує собою вулиці Андріївську та Цегляну в напрямку на південний захід, паралельно до Покровської вулиці. До провулку в двох місцях примикає Нова вулиця.
Довжина провулку — 450 метрів.

## Історія
Попередня назва провулку — вулиця Миру. Рішенням сесії Житомирської міської ради від 28 березня 2008 року № 583 «Про затвердження назв топонімічних об'єктів у місті Житомирі» для об'єкта було затверджено назву 1-й Андріївський провулок.

## Транспорт
- Автобус № 110 — на Андріївській вулиці